# رومان جورجييفيتش مايبورودا
رومان جورجييفيتش مايبورودا (بالأوكرانية: Рома́н Гео́ргійович Ма́йборода)‏ (28 أغسطس 1943 - 4 سبتمبر 2018) هو مغني أوكراني مشهور (باريتون).